# ヘルヴェティック・エアウェイズ
ヘルヴェティック・エアウェイズはスイス、チューリッヒ空港を拠点とする格安航空会社。
Odette Airwaysとして2001年に創立、2002年2月15日から運航を開始した。2003年9月に旧アメリカン・エアラインズのフォッカー 100を買い取って2003年から運航を開始した。

## 保有機材
2025年現在のヘルヴェティック・エアウェイズの保有機材は以下の通りである。機材はすべてエンブラエル機で統一されている。

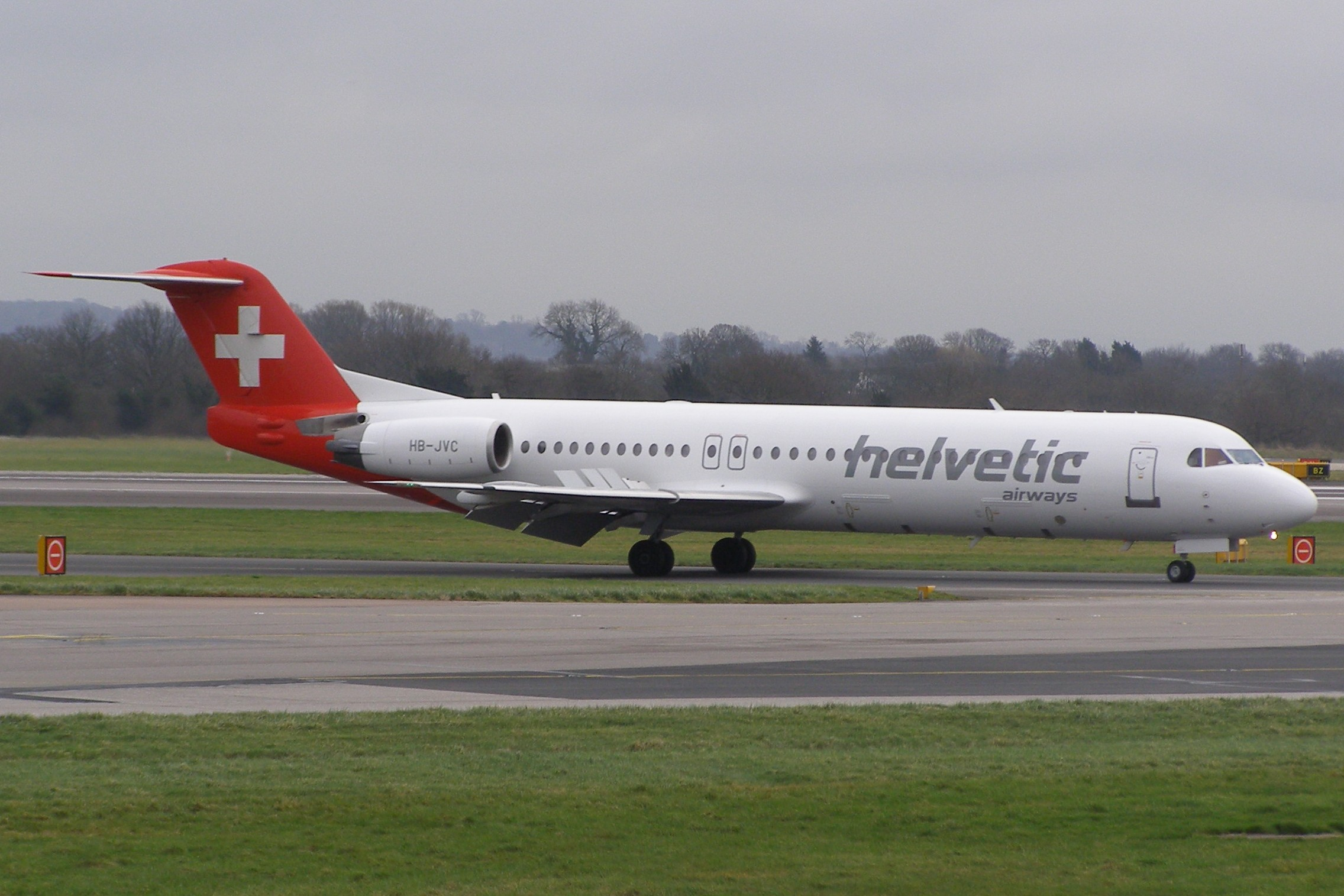
ヘルヴェティック・エアウェイズのフォッカー100

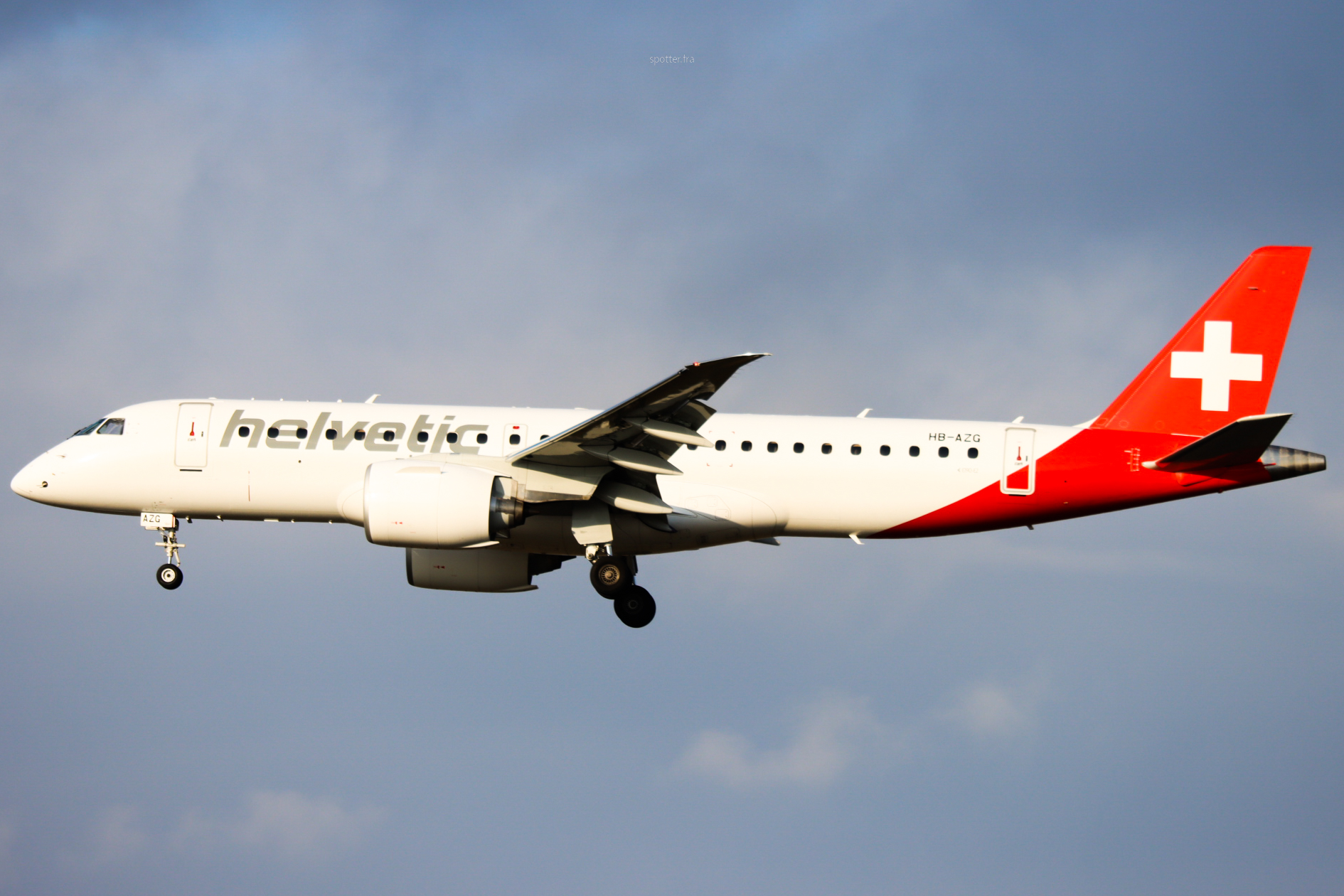
ヘルヴェティック・エアウェイズのエンブラエルE190-E2

- エンブラエルE190 6機

- エンブラエルE190-E2 8機

- エンブラエルE195 4機

- エンブラエルE195-E2 4機

### 退役機材
- エアバスA319-100

- フォッカー 100

- マクドネル・ダグラス MD-83

## 註
1. ↑  “Helvetic Airways Fleet”. 2025年5月1日閲覧。